# Vibhajavada
Vibhajyavāda var en tidig buddhistisk inriktning i Indien. Inriktningen var en underinriktning till sthaviranikaya.